# Chef-lieu de comté
Au Royaume-Uni et en Irlande, un chef-lieu de comté est la ville la plus importante d'un comté. C'est généralement là que se trouvent les fonctions administratives ou judiciaires d'un comté et que sont élus les membres du Parlement du comté. Après la création des conseils de comté en Angleterre en 1889, le siège des nouveaux conseils a généralement été établi dans le chef-lieu de chaque comté ; toutefois, le concept de ville de comté est antérieur à ces conseils.
La notion de chef-lieu de département est mal définie et non officielle. Dans certains comtés, les organes administratifs sont installés ailleurs. Par exemple, Lancaster est le chef-lieu du Lancashire, mais le conseil du comté se trouve à Preston. Certains chefs-lieux ne font plus partie du comté administratif en raison de changements dans les frontières du comté. Par exemple, Nottingham est administré par une autorité unitaire distincte du reste du Nottinghamshire.

## Royaume-Uni, historique

### Angleterre
Cette liste présente les villes qui ont exercé des fonctions de comté à différentes époques.
| Comté            | Nommé d'après ou de la même racine        | Lieux où se déroulent des activités du comté                |
| ---------------- | ----------------------------------------- | ----------------------------------------------------------- |
| Bedfordshire     | Bedford                                   | Bedford                                                     |
| Berkshire        | N/A                                       | Reading ou Abingdon-on-Thames                               |
| Buckinghamshire  | Buckingham                                | Aylesbury                                                   |
| Cambridgeshire   | Cambridge                                 | Ely                                                         |
| Cheshire         | Chester                                   | Chester                                                     |
| Cornouailles     | N/A                                       | Truro, Bodmin ou Launceston                                 |
| Cumberland       | Carlisle (comté rebaptisé par la suite)   | Cockermouth ou Penrith                                      |
| Derbyshire       | Derby                                     | Derby                                                       |
| Devon            | N/A                                       | Exeter                                                      |
| Dorset           | Dorchester                                | Poole                                                       |
| Durham           | Durham                                    | Bishop Auckland ou Sadberge                                 |
| Essex            | N/A                                       | Chelmsford                                                  |
| Gloucestershire  | Gloucester                                | Bristol                                                     |
| Hampshire        | Southampton                               | Winchester                                                  |
| Herefordshire    | Hereford                                  | Hereford                                                    |
| Hertfordshire    | Hertford                                  | Hertford                                                    |
| Huntingdonshire  | Huntingdon                                | Huntingdon                                                  |
| Kent             | Canterbury (nom de la même origine)       | Maidstone                                                   |
| Lancashire       | Lancastre                                 | Preston                                                     |
| Leicestershire   | Leicester                                 | Leicester                                                   |
| Lincolnshire     | Lincoln                                   | Lincoln                                                     |
| Middlesex        | N/A                                       | Brentford, Clerkenwell, Londres ou Westminster              |
| Norfolk          | N/A                                       | Norwich                                                     |
| Northamptonshire | Northampton                               | Northampton                                                 |
| Northumberland   | N/A                                       | Alnwick, Newcastle upon Tyne, Morpeth ou Berwick-upon-Tweed |
| Nottinghamshire  | Nottingham                                | Nottingham                                                  |
| Oxfordshire      | Oxford                                    | Oxford                                                      |
| Rutland          | N/A                                       | Oakham                                                      |
| Shropshire       | Shrewsbury (les orthographes ont divergé) | Shrewsbury (les orthographes ont divergé)                   |
| Somerset         | Somerton                                  | Taunton, Ilchester, Bath ou Wells                           |
| Staffordshire    | Stafford                                  | Lichfield                                                   |
| Suffolk          | N/A                                       | Ipswich                                                     |
| Surrey           | N/A                                       | Guildford, Newington ou Southwark                           |
| Sussex           | N/A                                       | Lewes, Chichester ou Horsham                                |
| Warwickshire     | Warwick                                   | Coventry                                                    |
| Westmorland      | N/A                                       | Appleby ou Kendal                                           |
| Wiltshire        | Wilton                                    | Trowbridge, Salisbury ou Devizes                            |
| Worcestershire   | Worcester                                 | Worcester                                                   |
| Yorkshire        | York                                      | Kingston upon Hull                                          |

1. ↑  Les assises de carême se tenaient à Reading, où se trouvaient la prison et la maison de correction du comté ; les assises d'été se tenaient à Abingdon, où se trouvait le bridewell du comté. Les chevaliers du comté étaient nommés à Reading et élus à Abingdon.
2. ↑  Sir John Baldwin, Chief Justice of the Common Pleas, fait déplacer les assises du comté à Aylesbury. Les chevaliers du comté continuèrent à être élus à Buckingham. L'Encyclopædia Britannica de 1911 considérait Buckingham comme le chef-lieu du comté.
3. ↑  La court of assizes du comté siégeait à Bodmin, et la Britannica de 1911 considérait Bodmin comme le chef-lieu du comté. Avant 1835, il s'agissait de Launceston.
4. ↑  Les chevaliers du comté étaient élus à Cockermouth ; les cours d'assises et de quarts de session se tenaient occasionnellement à Penrith.
5. ↑  Le Kent oriental et le Kent occidental ont eu des administrations séparées jusqu'en 1814, les sessions du Kent oriental se réunissant à Canterbury et celles du Kent occidental à Maidstone, le chef-lieu du comté.
6. ↑  En 1787, les Quarter Sessions du Lancashire décrétèrent qu'à l'avenir, les sessions générales annuelles pour traiter toutes les affaires du comté se tiendraient à Preston, car c'était "un lieu central dans le comté". Les magistrats de Lonsdale Hundred refusent d'accepter cette décision et ne se réunissent qu'à Lancaster. La question ne fut réglée que lorsqu'une loi locale du Parlement (38 Geo. 3. c. 58) établit que les principales affaires administratives du comté ne pouvaient être traitées qu'à Preston.
7. ↑  Les nuits du comté étaient élues à Brentford ; les sessions présidées par les juges de paix du Middlesex se tenaient à Clerkenwell ; les procès des personnes accusées des crimes les plus graves se déroulaient à l'Old Bailey devant les échevins de la ville avant l'incarcération de l'accusé à la prison de Newgate (qui faisait office de prison du comté pour le Middlesex) s'il était reconnu coupable ; tandis que le conseil du comté avait son siège au Middlesex Guildhall à Westminster depuis sa création en 1889 jusqu'à son abolition en 1965.
8. ↑  La position d'Alnwick en tant que chef-lieu de comté semble avoir été fondée en grande partie sur le fait que son château était le siège du duc de Northumberland, bien que les chevaliers du comté aient également été élus dans la ville. Les assises du comté se sont toutefois tenues principalement ou exclusivement à Newcastle upon Tyne. Le château de Morpeth servait de prison pour le Northumberland, et la prison du comté y a été construite en 1824.
9. ↑  Nottingham a été constitué en county corporate distinct du Nottinghamshire en 1449. La région où se trouve le Shire Hall est toutefois restée une exclave du Nottinghamshire.
10. ↑  Les chevaliers du comté étaient élus à Ilchester. Somerton est devenu temporairement le chef-lieu du comté à la fin du XIIIe siècle, lorsque les tribunaux du comté et la prison du comté ont été transférés d'Ilchester.
11. ↑  En vertu d'une loi de 1791[Laquelle ?], les juges de paix du comté de Surrey ont été habilités à construire une nouvelle salle des séances et une prison comtale à Newington, à côté de l'arrondissement de Southwark et dans la banlieue de Londres. En 1799, les bâtiments étaient achevés et l'administration du comté y a été installée jusqu'en 1893. Newington ou Southwark (le centre ecclésiastique) ont parfois été décrits comme la ville du comté par la suite, par exemple dans un manuel scolaire de 1828.
12. ↑  Chichester était traditionnellement décrite comme la capitale du Sussex et Lewes comme son chef-lieu. Horsham a parfois été décrit comme le chef-lieu du Sussex en raison de la présence de la prison du comté et de la tenue périodique des assises du comté et des sessions de quartier dans la ville. Les dernières assises s'y sont tenues en 1830, tandis que la prison a été fermée en 1845.
13. ↑  Le conseil du comté de Wiltshire note que le comté de Wiltshire "n'a jamais eu de chef-lieu bien reconnu". Une gazette des années 1870 décrit "Salisbury et Devizes" comme les "villes de comté". L'Encyclopædia Britannica de 1911 ne cite que Salisbury.

### Écosse
| Comté                             | Chef-lieu                                                                        |
| --------------------------------- | -------------------------------------------------------------------------------- |
| Aberdeenshire                     | Aberdeen                                                                         |
| Angus (ou Forfarshire)            | Forfar                                                                           |
| Argyll                            | Lochgilphead (anciennement Inveraray)                                            |
| Ayrshire                          | Ayr                                                                              |
| Banffshire                        | Banff                                                                            |
| Berwickshire                      | Duns (anciennement Berwick-upon-Tweed), Scottish Borders (anciennement Greenlaw) |
| Bute                              | Rothesay                                                                         |
| Caithness                         | Wick                                                                             |
| Clackmannanshire                  | Alloa (anciennement Clackmannan)                                                 |
| Cromartyshire                     | Cromarty                                                                         |
| Dumfriesshire                     | Dumfries                                                                         |
| Dunbartonshire                    | Dumbarton                                                                        |
| East Lothian (ou Haddingtonshire) | Haddington                                                                       |
| Fife                              | Cupar                                                                            |
| Inverness                         | Inverness                                                                        |
| Kincardineshire                   | Stonehaven (anciennement Kincardine)                                             |
| Kinross-shire                     | Kinross                                                                          |
| Kirkcudbrightshire                | Kirkcudbright                                                                    |
| Lanarkshire                       | Lanark                                                                           |
| Midlothian (ou Edinburghshire)    | Édimbourg                                                                        |
| Morayshire (ou Elginshire)        | Elgin                                                                            |
| Nairn                             | Nairn                                                                            |
| Orcades                           | Kirkwall                                                                         |
| Peeblesshire                      | Peebles                                                                          |
| Perthshire                        | Perth                                                                            |
| Renfrewshire                      | Renfrew                                                                          |
| Ross                              | Dingwall (également le chef-lieu de Ross and Cromarty)                           |
| Roxburghshire                     | Jedburgh (anciennement Roxburgh)                                                 |
| Selkirkshire                      | Selkirk                                                                          |
| Shetland                          | Lerwick                                                                          |
| Stirlingshire                     | Stirling                                                                         |
| Sutherland                        | Dornoch                                                                          |
| West Lothian (ou Linlithgowshire) | Linlithgow                                                                       |
| Wigtownshire                      | Wigtown                                                                          |

1. ↑  En 1900, Aberdeen est devenu un comté d'une ville et a donc quitté l'Aberdeenshire.
2. ↑  Inveraray (siège du duc d'Argyll) a été considéré comme le chef-lieu du comté jusqu'en 1890, date à laquelle a été créé le conseil du comté d'Argyll, dont le siège se trouve à Lochgilphead.
3. ↑  Le siège du Lanark County Council a été établi en 1890 à Glasgow. En 1893, Glasgow est devenu un comté à part entière, et se trouvait donc en dehors de la zone du conseil. Le conseil de comté a déménagé à Hamilton en 1964.
4. ↑  Édimbourg était un comté à part entière et se trouvait donc en dehors du comté de Midlothian.
5. ↑  Le siège du conseil du comté de Renfrew se trouvait à Paisley depuis 1890.
6. ↑  Newtown St Boswells était le siège administratif du conseil du comté créé en 1890.
7. ↑  Le siège du conseil du comté de Sutherland se trouvait à Golspie depuis 1890.
8. ↑  Stranraer est devenu le siège administratif du conseil du comté de Wigtown en 1890, et a parfois été décrit comme la "ville du comté" par la suite.

### Pays de Galles
Après l'invasion normande du Pays de Galles, les Cambro-Normands ont créé le système historique des shires (également connu sous le nom d'anciens comtés). Nombre de ces comtés ont été nommés d'après le centre du pouvoir normand au sein du nouveau comté (Caernarfonshire nommé d'après Caernarfon, Monmouthshire nommé d'après Monmouth). D'autres ont été nommés d'après les anciens royaumes gallois médiévaux (Ceredigon devient Cardigan, Morgannwg devient Glamorgan). La Laws in Wales Acts de 1535 a établi les comtés historiques dans le droit anglais, mais au pays de Galles, ils ont été remplacés plus tard par huit comtés préservés à des fins cérémonielles et les vingt-deux régions principales sont utilisées à des fins administratives. Aucune de ces subdivisions n'utilise de ville comtale officielle, bien que leurs sièges administratifs et leurs centres cérémoniels soient souvent situés dans la ville comtale historique.
| Nom en anglais  | Nom en gallois                 | Chef-lieu en anglais                  | Chef-lieu en gallois                 |
| --------------- | ------------------------------ | ------------------------------------- | ------------------------------------ |
| Anglesey        | Ynys Mon                       | Beaumaris                             | Biwmares                             |
| Brecknockshire  | Brycheiniog                    | Brecon                                | Aberhonddu                           |
| Caernarvonshire | Sir Gaernarfon                 | Caernarfon                            | Caernarfon                           |
| Ceredigion      | Ceredigion                     | Cardigan                              | Aberteifi                            |
| Carmarthenshire | Sir Gaerfyrddin                | Carmarthen                            | Caerfyrddin                          |
| Denbighshire    | Sir Ddinbych                   | Ruthin (anciennement Denbigh)         | Rhuthun (anciennement Dinbych)       |
| Flintshire      | Sir y Fflint                   | Mold (anciennement Flint)             | Yr Wyddgrug (anciennement Y Fflint)  |
| Glamorgan       | Morgannwg                      | Cardiff                               | Caerdydd                             |
| Merionethshire  | Meirionnydd or Sir Feirionnydd | Dolgellau                             | Dolgellau                            |
| Montgomeryshire | Sir Drefaldwyn                 | Welshpool (anciennement Montgomery)   | Y Trallwng (anciennement Trefaldwyn) |
| Monmouthshire   | Sir Fynwy                      | Monmouth                              | Trefynwy                             |
| Pembrokeshire   | Sir Benfro                     | Haverfordwest (anciennement Pembroke) | Hwlffordd (anciennement Penfro)      |
| Radnorshire     | Sir Faesyfed                   | Presteigne (anciennement New Radnor)  | Llanandras (anciennement Maesyfed)   |

### Irlande du Nord
| Comté       | Chef-lieu   |
| ----------- | ----------- |
| Antrim      | Antrim      |
| Armagh      | Armagh      |
| Down        | Downpatrick |
| Fermanagh   | Enniskillen |
| Londonderry | Coleraine   |
| Tyrone      | Omagh       |

Note - Bien que Belfast soit la capitale de l'Irlande du Nord, elle n'est le chef-lieu d'aucun comté. Le Grand Belfast est à cheval sur deux comtés : Antrim et Down.

## Royaume-Uni, réformes postérieures auXIXesiècle
Avec la création de conseils de comté élus en 1889, le siège administratif s'est parfois éloigné du chef-lieu traditionnel. En outre, en 1965 et 1974, les frontières de l'Angleterre et du Pays de Galles ont été profondément modifiées et les comtés administratifs ont été remplacés par de nouveaux comtés métropolitains et non métropolitains. Les frontières ont subi d'autres modifications entre 1995 et 1998 pour créer des autorités unitaires, et certains des anciens comtés et villes de comté ont été restaurés. (Note : tous les sièges ne sont pas ou n'ont pas été appelés County Halls ou Shire Halls, par exemple : Le siège du conseil du comté de Cumbria s'appelait The Courts jusqu'en 2016 et a depuis déménagé à Cumbria House). Avant 1974, de nombreux County Halls se trouvaient dans des villes qui avaient le statut de County Borough (arrondissement), c'est-à-dire un arrondissement qui ne relevait pas de la compétence du conseil de comté.

### Angleterre, depuis 1889
| Conseil de Comté                 | Date                              | Siège |
| -------------------------------- | --------------------------------- | --- |
| Badfordshire                     | 1889 - 2009                       | Bedford |
| Barkshire                        | 1889 - 1998                       | Reading (arrondissement jusqu'en 1974) |
| Buckinghamshire                  | 1889 - aujourd'hui                | Aylesbury |
| Cambridgeshire                   | 1889 - 1965 et 1974 - aujourd'hui | Cambridge (jusqu'en 2021) Alconbury Weald (à partir de 2021) |
| Cheshire                         | 1889 - 2009                       | Chester |
| Cornwall                         | 1889 - aujourd'hui                | Truro |
| Cumberland                       | 1889 - 1974                       | Carlisle (arrondissement depuis 1914) |
| Derbyshire                       | 1889 - aujourd'hui                | Matlock (déménagé de Derby, arrondissement 1958) |
| Devon                            | 1889 - aujourd'hui                | Exeter (arrondissement jusqu'en 1974). En 1963, le Devon County Buildings Area a été transféré du county borough d'Exeter au comté administratif du Devon, dont il a constitué une exclave jusqu'en 1974. |
| Dorset                           | 1889 - aujourd'hui                | Dorchester |
| Durham                           | 1889 - aujourd'hui                | Durham |
| Essex                            | 1889 - aujourd'hui                | Chelmsford |
| Gloucestershire                  | 1889 - aujourd'hui                | Gloucester (arrondissement jusqu'en 1974) |
| Hampshire                        | 1889 - aujourd'hui                | Winchester |
| Herefordshire                    | 1889 - 1974 et 1998 - aujourd'hui | Hereford |
| Hertfordshire                    | 1889 - aujourd'hui                | Hertford |
| Huntingdonshire                  | 1889 - 1965                       | Huntingdon |
| Isle of Ely                      | 1889 - 1965                       | March |
| Isle of Woght                    | 1890 - aujourd'hui                | Newport |
| Kent                             | 1889 - aujourd'hui                | Maidstone |
| Lancashire                       | 1889 - aujourd'hui                | Preston (arrondissement jusqu'en 1974) |
| Leicestershire                   | 1889 - aujourd'hui                | Leicester |
| Lincolnshire, Partie de Lindsey  | 1889 - 1974                       | Lincoln (arrondissement) |
| Lincolnshire, Partie de Holland  | 1889 - 1974                       | Boston |
| Lincolnshire, Partie de Kesteven | 1889 - 1974                       | Sleaford |
| Londres                          | 1889 - 1965                       | Spring Gardens, Westminster jusqu'en 1922, County Hall à Lambeth par la suite |
| Middlesex                        | 1889 - 1965                       | Middlesex Guildhall à Westminster dans le comté de Londres |
| Norfolk                          | 1889 - aujourd'hui                | Norwich (arrondissement du comté jusqu'en 1974) |
| Northamptonshire                 | 1889 - aujourd'hui                | Northampton (arrondissement du comté jusqu'en 1974) |
| Nothumberland                    | 1889 - aujourd'hui                | County Hall Newcastle upon Tyne 1889 - 1981 County Hall Morpeth depuis 1981 |
| Nottighamshire                   | 1889 - aujourd'hui                | West Bridgford (transféré du comté de Nottingham en 1959) |
| Oxfordshire                      | 1889 - aujourd'hui                | Oxford (arrondissement jusqu'en 1974) |
| Soke of Petersborough            | 1889 - 1965                       | Peterborough |
| Rutland                          | 1889 - 1974 et 1997 - aujourd'hui | Oakham |
| Shropshire                       | 1889 - aujourd'hui                | Shrewsbury |
| Somerset                         | 1889 - aujourd'hui                | Taunton |
| Staffrodshire                    | 1889 - aujourd'hui                | Stafford |
| East Suffolk                     | 1889 - 1974                       | Ipswich (arrondissement) |
| West Suffolk                     | 1889 - 1974                       | Bury St Edmunds |
| Surrey                           | 1889 - aujourd'hui                | Inner London Sessions House, Newington (jusqu'en 1893) County Hall, Kingston upon Thames (1893 - 2020) Woodhatch Place, Reigate (2021 - aujourd'hui)                                                      |
| East Sussex                      | 1889 - aujourd'hui                | Lewes |
| West Sussex                      | 1889 - aujourd'hui                | Chichester (à l'origine conjointement avec Horsham) |
| Warwickshire                     | 1889 - aujourd'hui                | Warwick |
| Westmorland                      | 1889 - 1974                       | Kendal |
| Wiltshire                        | 1889 - aujourd'hui                | Trowbridge |
| Worcestershire                   | 1889 - 1974 et 1998 - aujourd'hui | Worcester (arrondissement jusqu'en 1974) |
| Yorkshire de l'Est               | 1889 - 1974 et 1996 - aujourd'hui | Beverley (futur siège de Humberside) |
| Yorkshire du Nord                | 1889 - 1974                       | Northallerton |
| Yorkshire de l'Ouest             | 1889 - 1974                       | Wakefield (arrondissement à partir de 1915) |

1. ↑  Le Northumberland County Hall était situé dans une exclave du Northumberland (Moot Hall Precincts) au sein du comté de Newcastle 1889 - 1974 ; la zone a été intégrée au comté de Tyne and Wear en 1974 et était donc extraterritoriale.
2. ↑  Le County Hall a déménagé à Morpeth le 21 avril 1981 (voir l'avis dans la London Gazette numéro 48579, daté du 10 avril 1981)

### Angleterre, depuis 1965
| Conseil de Comté              | Date                              | Siège |
| ----------------------------- | --------------------------------- | --- |
| Avon                          | 1974 - 1996                       | Bristol |
| Bristol                       | 1996 - aujourd'hui                | Bristol |
| Cambridgeshire et Isle of Ely | 1965 - 1974                       | Cambridge |
| Cleveland                     | 1974 - 1996                       | Middlesbrough |
| Cumbria                       | 1974 - 2023                       | Carlisle |
| Grand Londres                 | 1965 - 1986 et 2002 - aujourd'hui | County Hall, Lambeth (Conseil du Grand Londres) (1965 - 1986) Hôtel de ville, Southwark (Autorité du Grand Londres) (2002 - 2021) Hôtel de ville, Newham (Autorité du Grand Londres) (à partir de 2021) |
| Grand Manchester              | 1974 - 1986                       | Manchester |
| Hereford et Worcester         | 1974 - 1998                       | Worcester |
| Humberside                    | 1974 - 1996                       | Beverley |
| Huntingdon et Peterborough    | 1965 - 1974                       | Huntingdon |
| Lincolnshire                  | 1974 - aujourd'hui                | Lincoln |
| Merseyside                    | 1974 - 1986                       | Liverpool |
| Suffolk                       | 1974 - aujourd'hui                | Ipswich |
| Tyne and Wear                 | 1974 - 1986                       | Newcastle upon Tyne |
| Midlands de l'Ouest           | 1974 - 1986                       | Birmingham |
| Yorkshire du Nord             | 1974 - aujourd'hui                | Northallerton |
| Yorkshire du Sud              | 1974 - 1986                       | Barnsley |
| Yorkshire de l'Ouest          | 1974 - 1986                       | Wakefield |

### Pays de Galles
| Conseil de Comté    | Date                              | Siège                                     |  |
| ------------------- | --------------------------------- | ----------------------------------------- |  |
| Anglesey            | 1889 - 1974                       | Beaumaris                                 |  |
| Brecknockshire      | 1889 - 1974                       | Brecon                                    |  |
| Caernarvonshire     | 1889 - 1974                       | Caernarfon                                |  |
| Carmarthenshire     | 1889 - 1974 et 1996 - aujourd'hui | Carmarthen                                |  |
| Cardiganshire       | 1889 - 1974                       | Aberystwyth                               |  |
| Ceredigion          | 1996 - aujourd'hui                | Aberaeron                                 |  |
| Clwyd               | 1974 - 1996                       | Mold                                      |  |
| Denbighshire        | 1889 - 1974                       | Denbigh                                   |  |
| Dyfed               | 1974 - 1996                       | Carmarthen                                |  |
| Flintshire          | 1889 - 1974                       | Mold                                      |  |
| Glamorgan           | 1889 - 1974                       | Cardiff (arrondissement)                  |  |
| Gwent               | 1974 - 1996                       | Newport (1974-78), Cwmbran (1978-96)      |  |
| Gwynedd             | 1974 - aujourd'hui                | Caernarfon                                |  |
| Mid Glamorgan       | 1974 - 1996                       | Cardiff (extraterritorial)                |  |
| Merionethshire      | 1889 - 1974                       | Dolgellau                                 |  |
| Montgoméryshire     | 1889 - 1974                       | Welshpool                                 |  |
| Montgoméryshire     | 1889 - 1974                       | Newport (arrondissement à partir de 1891) |  |
| Radnorshire         | 1889 - 1974                       | Presteigne                                |  |
| Pembrokeshire       | 1889 - 1974 et 1996 - aujourd'hui | Haverfordwest                             |  |
| Powys               | 1974 - aujourd'hui                | Llandrindod Wells                         |  |
| Sud Glamorgan       | 1974 - 1996                       | Cardiff                                   |  |
| West Glamorgan      | 1974 - 1996                       | Swansea                                   |  |
| Ynys Môn (Anglesey) | 1996 - aujourd'hui                | Llangefni                                 |  |

1. ↑  En raison de ses meilleures liaisons de transport et de sa situation plus centrale, certaines fonctions administratives ont été transférées à Llangefni.
2. ↑  Cardigan était encore souvent appelé "la ville du comté" en raison du lien avec son nom. Cependant, les assises se tenaient à Lampeter, tandis qu'Aberystwyth abritait l'administration du conseil du comté. Aberystwyth était donc de facto le chef-lieu du comté.
3. ↑  En raison de ses meilleures liaisons de transport et de sa situation plus centrale, certaines fonctions administratives ont été transférées à Llandrindod Wells.

## République d'Irlande
La liste suivante indique le lieu de l'administration de chacune des 31 autorités locales de la république d'Irlande et de 26 des comtés traditionnels.
| Comté     | Conseil                                    | Chef-lieu du comté | Notes |
| --------- | ------------------------------------------ | ------------------ | --- |
| Carlow    | Conseil du comté de Carlow                 | Carlow             | |
| Cavan     | Conseil du comté de Cavan                  | Cavan              | |
| Clare     | Conseil du comté de Clare                  | Ennis              | |
| Cork      | Conseil du comté de Cork                   | Cork               | |
| Cork      | Conseil de la ville de Cork                | Cork               | |
| Donegal   | Conseil du comté de Donegal                | Lifford            | |
| Dublin    | Conseil de la ville de Dublin              | Dublin             | |
| Dublin    | Conseil du comté de Dún Laoghaire-Rathdown | Dún Laoghaire      | Jusqu'en 1994, il s'agissait du conseil du comté de Dublin, dont les bureaux administratifs se trouvaient dans la ville de Dublin                                                                             |
| Dublin    | Conseil du comté de Fingal                 | Swords             | Jusqu'en 1994, il s'agissait du conseil du comté de Dublin, dont les bureaux administratifs se trouvaient dans la ville de Dublin                                                                             |
| Dublin    | Conseil du comté de Dublin Sud             | Tallaght           | Jusqu'en 1994, il s'agissait du conseil du comté de Dublin, dont les bureaux administratifs se trouvaient dans la ville de Dublin                                                                             |
| Galway    | Conseil du comté de Galway                 | Galway             | |
| Galway    | Conseil de la ville de Galway              | Galway             | |
| Kerry     | Conseil du comté de Kerry                  | Tralee             | |
| Kildare   | Conseil du comté de Kildare                | Naas               | |
| Kilkenny  | Conseil du comté de Kilkenny               | Kilkenny           | |
| Laois     | Conseil du comté de Laois                  | Portlaoise         | |
| Leitrim   | Conseil du comté de Leitrim                | Carrick-on-Shannon | |
| Limerick  | Conseil du comté de Limerock               | Limerick           | |
| Longford  | Conseil du comté de Longford               | Longford           | |
| Louth     | Conseil du comté de Louth                  | Dundalk            | |
| Mayo      | Conseil du compté de Mayo                  | Castlebar          | |
| Meath     | Conseil du compté de Meath                 | Navan              | auparavant, Trim était la ville administrative |
| Monaghan  | Conseil du compté de Monaghan              | Monaghan           | |
| Offaly    | Conseil du compté d'Offaly                 | Tullamore          | Avant 1883, le chef-lieu était Daingean, alors connu sous le nom de Philipstown. |
| Roscommon | Conseil du compté de Roscommon             | Roscommon          | |
| Sligo     | Conseil du compté de Sligo                 | Sligo              | |
| Tipperary | Conseil du compté de Tipperary             | Clonmel / Nenagh   | Jusqu'à la Loi de 2014 sur la réforme de l'administration locale, ces villes étaient respectivement les villes administratives du conseil du comté de Tipperary-Sud et du conseil du comté de Tipperary-Nord. |
| Waterford | Conseil du comté de Waterford              | Waterford          | |
| Westmeath | Conseil du comté de Westmeath              | Mullingar          | |
| Wexford   | Conseil du comté de Wexford                | Wexford            | |
| Wicklow   | Conseil du comté de Wicklow                | Wicklow            | |

## Jamaïque
Les trois comtés de la Jamaïque ont été créés en 1758 pour faciliter la tenue des tribunaux selon les principes du système britannique des tribunaux de comté, chaque comté étant doté d'un chef-lieu. Les comtés n'ont pas d'importance administrative à l'heure actuelle.
| Comté           | Tribunal de comté |
| --------------- | ----------------- |
| Cornwall        | Savanna-la-Mar    |
| Middlesex       | Spanish Town      |
| Comté de Surrey | Kingston          |

## Voir également
- Centre administratif
- Siège de comté